# Hordeum spontaneum
Hordeum spontaneum är en gräsart som beskrevs av Karl Heinrich Koch. Hordeum spontaneum ingår i släktet kornsläktet, och familjen gräs. Inga underarter finns listade i Catalogue of Life.